# Steve Easterbrook
Stephen James „Steve“ Easterbrook (* 6. August 1967 in Watford) ist ein britischer Manager. Er war von März 2015 bis November 2019 CEO und Corporate President der McDonald’s Corporation.

## Leben
Stephen „Steve“ Easterbrook wuchs in Watford auf und besuchte die Watford Grammar School for Boys. Nach seinem Schulabschluss studierte er Naturwissenschaften am St Chad’s College der Durham University. Von 1993 bis 2011 war Easterbrook als Manager bei McDonald’s in London tätig. Im Jahr 2011 verließ Easterbrook McDonald’s und wurde zunächst CEO des britischen Unternehmens PizzaExpress und später der Schnellrestaurantkette Wagamama, bevor er nach zwei Jahren wieder zu McDonald’s zurückkehrte.
Von 2013 bis 2015 war Steve Easterbrook President von McDonald’s und Global Marketing Officer (CMO). Am 1. März 2015 wurde er schließlich CEO und Präsident von McDonald’s. Er folgte damit auf Don Thompson, der von dem Amt zurückgetreten war. Anfang November 2019 wurde Easterbrook aufgrund einer betriebsinternen einvernehmlichen Liebesbeziehung entlassen. Als Nachfolger wurde Chris Kempczinski berufen, der seit 2017 das USA-Geschäft mit etwa 14.000 Filialen verantwortete.
Steve Easterbrook ist geschieden, hat drei Kinder und lebt in der Nähe von Chicago, Illinois und ist Anhänger des Watford FC.